# Isla Bernaschek
La isla Bernaschek (en alemán: Bernaschek-Insel) es una isla fluvial en el río Eno, en Austria. Administrativamente se encuentra ubicada en el municipio de Wernstein, en el estado de Alta Austria.
El nombre moderno de la isla es una reminiscencia de la fuga exitosa de Richard Bernaschek, el líder y Secretario del Partido Democrático del Trabajo de la Alta Austria combatiente de la resistencia antinazi, siendo la isla bautizada así después de un levantamiento en febrero de 1934 con el apoyo de la Comisión Nacional Socialista.